# Elecciones municipales de Moyobamba de 1980
Las elecciones municipales de Moyobamba de 1980 se llevaron a cabo el 23 de noviembre de 1980 para elegir al alcalde y al Concejo Provincial de Moyobamba para el periodo 1981-1983. La elección se celebró simultáneamente con elecciones municipales en todo el país. Fueron las primeras elecciones municipales en la provincia desde 1966, tras 12 años de gobierno militar.

## Sistema electoral
La Municipalidad Provincial de Moyobamba es el órgano administrativo y de gobierno de la provincia de Moyobamba. Está compuesta por el alcalde y el Concejo Provincial.
La votación del alcalde y el concejo se realiza en base al sufragio universal, que comprende a todos los ciudadanos nacionales mayores de dieciocho años, empadronados y residentes en la provincia de Moyobamba y en pleno goce de sus derechos políticos, así como a los ciudadanos no nacionales residentes y empadronados en la provincia de Moyobamba.
El Concejo Provincial de Moyobamba está compuesto por 19 regidores elegidos por sufragio directo para un período de tres (3) años, en forma conjunta con la elección del alcalde (quien lo preside). La votación es por lista cerrada y bloqueada. Se asigna a cada lista los escaños según el método d'Hondt. Es elegido como alcalde el candidato que ocupe el primer lugar de la lista que haya obtenido la más alta votación.

## Partidos y candidatos
A continuación se muestra una lista de los principales partidos y alianzas electorales que participaron en las elecciones:
| Candidatura | Candidatura | Partidos y alianzas | Candidatos | Candidatos           | Ideología                                               | Ref. |
| ----------- | ----------- | --- | ---------- | -------------------- | ------------------------------------------------------- | ---- |
|             | APRA        | Lista - Partido Aprista Peruano (APRA) |            | William Celis Rojas  | Aprismo                                                 |      |
|             | AP          | Lista - Acción Popular (AP) |            | César Arévalo Seijas | Humanismo Nacionalismo cívico Reformismo                |      |
|             | IU          | Lista - Izquierda Unida (IU) – Unión de Izquierda Revolucionaria (UNIR) – Unidad Democrático Popular (UDP) – Partido Socialista Revolucionario (PSR) – Partido Comunista Revolucionario (PCR) – Partido Comunista Peruano (PCP) – Frente Obrero Campesino Estudiantil y Popular (FOCEP) |            | Javier Ocampo Ruiz   | Marxismo-leninismo Mariateguismo Socialismo democrático |      |

## Resultados

### Sumario general
|                        |                                |              |              |              |           |           |
| Partidos y coaliciones | Partidos y coaliciones         | Voto popular | Voto popular | Voto popular | Regidores | Regidores |
| Partidos y coaliciones | Partidos y coaliciones         | Votos        | %            | ±pp          | Total     | +/−       |
|                        | Acción Popular (AP)            | 2,611        | 40.88        | n/a          | 8         | n/a       |
|                        | Partido Aprista Peruano (APRA) | 2,112        | 33.07        | n/a          | 6         | n/a       |
|                        | Izquierda Unida (IU)           | 1,664        | 26.05        | n/a          | 5         | n/a       |
|                        |                                |              |              |              |           |           |
| Total                  | Total                          | 6,387        |              |              | 19        | n/a       |
|                        |                                |              |              |              |           |           |
| Votos válidos          | Votos válidos                  | 6,387        | 92.90        | n/a          |           |           |
| Votos en blanco        | Votos en blanco                | 181          | 2.63         | n/a          |           |           |
| Votos nulos            | Votos nulos                    | 307          | 4.47         | n/a          |           |           |
| Votos emitidos         | Votos emitidos                 | 6,875        | 71.44        | n/a          |           |           |
| Abstenciones           | Abstenciones                   | 2,749        | 28.56        | n/a          |           |           |
| Votantes registrados   | Votantes registrados           | 9,624        |              |              |           |           |
|                        |                                |              |              |              |           |           |
| Fuente:                |                                |              |              |              |           |           |

## Elecciones municipales distritales

### Resultados por distrito
La siguiente tabla enumera el control de los distritos de la provincia de Moyobamba.
| Distrito  | Alcalde(sa) electo(a)   | Partido político | Partido político        |
| --------- | ----------------------- | ---------------- | ----------------------- |
| Calzada   | Reinerio Trigoso Marina |                  | Partido Aprista Peruano |
| Habana    | Manuel Ríos Rengifo     |                  | Acción Popular          |
| Jepelacio | Nelson Casique Celis    |                  | Acción Popular          |
| Soritor   | Francisco Merino Villar |                  | Acción Popular          |
| Yantaló   | Eduardo Labajos Ruiz    |                  | Acción Popular          |